# Robert Nelson Walsh
Pour l’article homonyme, voir Walsh.
Robert Nelson Walsh (6 octobre 1864-31 décembre 1938) est un vétérinaire et homme politique fédéral et municipal du Québec.

## Biographie
Né à Huntingdon dans le Canada-Est, il étudia à l'Académie d'Huntingdon et à l'Université McGill. Il entame une carrière politique en servant comme conseiller municipal à Huntingdon pendant une douzaine d'années et maire de la municipalité pendant six ans. 
Élu député du Parti conservateur dans la circonscription fédérale d'Huntingdon en 1904, il avait préalablement été défait par le libéral William Scott MacLaren en 1900. Il fut défait à deux reprises par le libéral James Alexander Robb en 1908 et en 1911.